# Danylo Sahutkin
Danylo Valerijovyč Sahutkin (in ucraino Данило Валерійович Сагуткін?; Sebastopoli, 19 aprile 1996) è un calciatore ucraino, difensore del KDV Tomsk.